# Lucyna Adamkiewicz

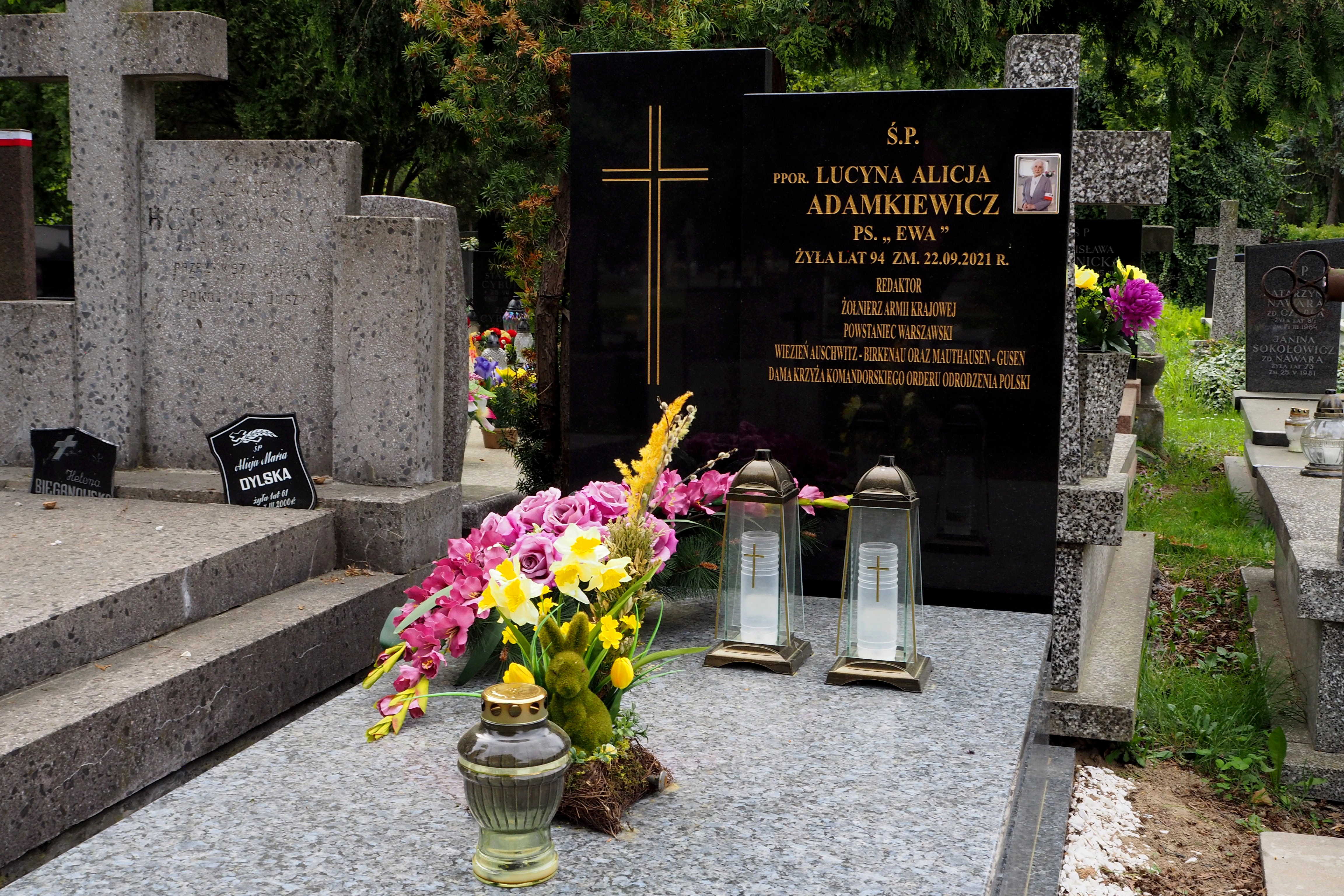
Grób Lucyny Adamkiewicz na Cmentarzu Wojskowym na Powązkach w Warszawie

Lucyna Alicja Adamkiewicz ps. Ewa (ur. 16 lutego 1927, zm. 22 września 2021 w Radomiu) – żołnierz Armii Krajowej, uczestniczka powstania warszawskiego, łączniczka Zgrupowania „Chrobry II”.  

## Życiorys
Od 14 sierpnia 1944 roku była więziona w Dulagu 121 Pruszków, następnie więźniarka obozów Auschwitz-Birkenau i Mauthausen-Gusen. Od stycznia 1945 roku przebywała w obozie pracy w Ebelsbergu k. Linz. Po wojnie była zaangażowana w akcję mówienia prawdy o niemieckich obozach koncentracyjnych.
Odznaczona m.in. Krzyżem Komandorskim Orderu Odrodzenia Polski, Krzyżem Oświęcimskim, Medalem Stulecia Odzyskanej Niepodległości i Złotym Medalem „Za zasługi dla obronności kraju”.